# Kurbanzade
Kurbanzade är en ort i Azerbajdzjan.   Den ligger i distriktet Goranboj, i den centrala delen av landet, 280 km väster om huvudstaden Baku. Kurbanzade ligger 187 meter över havet och antalet invånare är 583.
Terrängen runt Kurbanzade är huvudsakligen platt, men norrut är den kuperad. Runt Kurbanzade är det ganska tätbefolkat, med 70 invånare per kvadratkilometer.. Närmaste större samhälle är Ganja, 19,6 km sydväst om Kurbanzade.
Omgivningarna runt Kurbanzade är i huvudsak ett öppet busklandskap.